# Pachylocerus pilosus
Pachylocerus pilosus es una especie de escarabajo longicornio del género Pachylocerus, tribu Pseudolepturini, orden Coleoptera. Fue descrita científicamente por Guérin-Méneville en 1844.

## Descripción
Mide 22 milímetros de longitud.

## Distribución
Se distribuye por Indonesia (Java).